# Indianapolis Tennis Championships 2007
L'Indianapolis Tennis Championships 2007 è stato un torneo di tennis giocato sul cemento.
È stata la 20ª edizione dell'Indianapolis Tennis Championships, che fa parte della categoria International Series nell'ambito dell'ATP Tour 2007. Si è giocato all'Indianapolis Tennis Center di Indianapolis negli Stati Uniti, dal 23 al 30 luglio 2007.

## Campioni

### Singolare
Dmitrij Tursunov ha battuto in finale  Frank Dancevic con il punteggio di 6–4, 7–5

### Doppio
Juan Martín del Potro /  Travis Parrott hanno battuto in finale  Tejmuraz Gabašvili /  Ivo Karlović con il punteggio di 3–6, 6–2, 10–6